# Epilèpsia focal
Les epilèpsies focals (també anomenades epilèpsies localitzades i epilèpsies parcials) són epilèpsies que es generen i afecten només una part del cervell: tot un hemisferi o part d'un lòbul. Els símptomes variaran segons el lloc on es produeixi la crisi. Quan es produeix al lòbul frontal, el pacient pot experimentar una sensació ondulatòria al cap. Quan es produeix al lòbul temporal, es pot experimentar una sensació de déjà vu. Quan es localitzen al lòbul parietal, es pot produir un adormiment o formigueig. Quan es produeix al lòbul occipital, s'han reportat alteracions visuals o al·lucinacions.

## Tipus
A partir del 2017, les epilèpsies focals es divideixen en dues categories principals, d'inici focal sense afectació de la consciència i d'inici focal amb afectació de la consciència. El que abans s'anomenava crisi generalitzada secundària.  ara s'anomena epilèpsia focal a bilateral.
En les epilèpsies d'inici focal, una petita part d'un dels lòbuls es pot veure afectada i la persona roman conscient. Sovint, això pot ser un precursor d'una crisi d'inici focal més gran que afectarà la consciència; en aquest cas, es dirà que presenta una epilèpsia focal amb aura.
En una epilèpsia focal amb afectació de la consciència s'afecta una part més gran de l'hemisferi i la persona pot perdre el coneixement.
Si una epilèpsia focal s'estén d'un hemisferi a l'altre costat del cervell, això donarà lloc a una epilèpsia focal a bilateral. La persona quedarà inconscient i pot experimentar una epilèpsia tonicoclònica. Quan les persones tenen epilèpsies focals múltiples, generalment tenen una epilèpsia del lòbul temporal. (Una epilèpsia generalitzada és aquella que afecta els dos costats del cervell des de l'inici.)